# Sinagoga Or Torah de Buenos Aires
La Sinagoga Or Torah se encuentra en la calle Brandsen, en el barrio de Barracas, es una de las dos grandes sinagogas sefarditas de la ciudad de Buenos Aires, capital de la República Argentina. Fue construida por inmigrantes judíos originarios de Damasco, Siria.

## La comunidad judía siria de Buenos Aires

### Historia de la comunidad
Los judíos de Siria, y principalmente los jóvenes de clase media, comenzaron a abandonar su país desde mediados del siglo XIX, debido a un antisemitismo creciente, debido en parte al llamado "asunto de Damasco de 1840", donde de los judíos fueron acusados falsamente de llevar a cabo un crimen ritual. Este movimiento migratorio aumentó hacia finales del siglo XIX, debido a una degradación la situación económica, debido a la apertura en 1869 del canal de Suez, que hizo que la ruta comercial del desierto quedara obsoleta, la degradación de la situación económica aumentó después de la Primera Guerra Mundial, con la partición del Imperio otomano. La emigración aumentó todavía más debido a la ley sobre el servicio militar obligatorio.
A mediados del siglo XIX, estos jóvenes sirios se instalan principalmente en Beirut, en Egipto y en Inglaterra, concretamente en Mánchester, donde la comunidad se especializa en la fabricación y el comercio textil. Los rabinos y los estudiantes religiosos de las Yeshivot, marchan hacia Palestina. A principios del siglo XX, la emigración es debida a la pobreza, y los jóvenes judíos de Alepo y de Damasco, emigran a Brasil, Argentina o México, y van a desarrollar unas relaciones comerciales basadas en el sector textil, y en el comercio con sus parientes instalados en Inglaterra.
Los jóvenes emigrantes se unen con los miembros de su comunidad de origen. En Buenos Aires, los jóvenes de Alepo se instalan en el barrio del 11 (en torno a la estación del 11 de Septiembre), mientras que los judíos de Damasco, se instalan en los barrios de La Boca y Barracas.
La presencia de judíos de Alepo y de Damasco en Mánchester, benefició a las familias Teubal, Btesch, Paredes y Chami, que enviaron a sus representantes a Inglaterra, y que exportaban a la Argentina cargamentos completos de lana y de seda, que sus compatriotas vendían en las calles comerciantes de Lavalle, Paso, Brandsen y Patricios. Los hermanos Teubal fueron unos pioneros de la industria textil en Argentina, los hermanos no tardaron en hacer venir a técnicos ingleses para asegurar la calidad de la producción. Nissim Teubal fue hasta la Patagonia para comprar la lana directamente a los ganaderos. En torno a ellos, numerosos talleres textiles se crearon, y se dispersaron por todo el territorio argentino. Algunos almacenes y tiendas de ropa, como Chemea y Tawil, ambas con decenas de tiendas cada una, fueron creadas por judíos sirios.
La comunidad creció y la libertad religiosa facilitó su organización. Con el fin de preservar su herencia y reafirmar su identidad, los judíos de origen sirio contrataron a rabinos formados en sus ciudades natales. De Damasco y de Alepo, vinieron también los jazanim (cantores), los mohelim (circumcidadores), y los matarifes rituales (llamados shojet), encargados del control de la Kashrut, vinieron después también los profesores que enseñaban a los niños el hebreo y los textos sagrados. Las comunidades estaban muy unidas, y muchas asociaciones de ayuda para los desfavorecidos fueron fundadas. Los judíos sirios emprendieron la construcción de hospitales, asilos de ancianos, y cementerios, para los judíos de origen sirio. Para asegurar la cohesión comunitaria, y bajo el impulso del gran rabino Shaul Sutton Dabbah, del judío Yaacob Salama, y de Jacobo Mizrahi, fueron construidas: sinagogas, baños rituales, y escuelas, en los diferentes barrios donde vivían los yehudim originarios de Siria.

## La sinagoga OrTorah

### Historia de la sinagoga
La comunidad judía de La Boca y de Barracas, estaba formada principalmente por personas originarias de Damasco. Al principio, y hasta el comienzo de los años 1920, los oficios religiosos y las ceremonias eran organizadas en los domicilios privados de los diferentes miembros de la comunidad. Una primera sala de oración, abrió sus puertas en la calle Almirante Brown, y una carnicería kosher se instaló en la calle Necochea. Se formó un minyán en casa del rabino Yaacob Mizrahi, en la calle Hernandarias. Este minyán, fue el embrión de la asociación Or Torah (Luz de la Torá).
El 17 de octubre de 1920, fue fundada la Unión Israelita Sefardita, que tuvo como primer presidente a Don Moisés Cohen Imach, como primer vicepresidente a Don Daniel Casabe, y como tesorero a Don Nissim Muhafra, el que más tarde fue presidente de Or Torah, y que ocupó la presidencia durante 25 años.
En 1923, Or Torah compró un terreno en la calle Brandsen, para construir una sinagoga, y agrupar a todas las actividades de la comunidad. La primera piedra fue plantada en 1927, y la construcción duró unos dos años, y fue confiada al arquitecto Valentini, bajo la dirección del rabino Yacob Mizrahi. El estilo del edificio, es el propio de las sinagogas sirias de Damasco. La inauguración tuvo lugar el primer día de Pésaj de 1930, en presencia del alcalde de Buenos Aires, José Luis Cantilo.

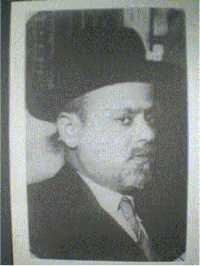
El rabino Mizrahi

Yaacob Mizrahi, nacido en 1888 en Beirut, y que hizo sus estudios rabínicos en la academia rabínica de la familia Maslaton en Damasco, fue nombrado rabino en 1908. Desde 1909, el rabino atiendió a los Judíos de Damasco residentes en Buenos Aires, y es uno de los principales promotores de la construcción de la sinagoga, por los donativos que hizo a la comunidad, y por el tiempo que dedicó a ello. El mismo eligió el texto que está escrito en la fachada del edificio. Es también iniciativa suya, la fundación de varias sociedades benéficas como: Bené Emeth (los Hilos de la verdad), la asociación Chevra Kadisha (la santa hermandad), fundada en 1913; Guemilut Hasadim (las buenas obras), Agudat Dodim (asociación de apadrinamiento), Bikur Cholim (visitar a los enfermos), la Liga contra la tuberculosis, etcétera. Realizó el oficio de rabino en la sinagoga, hasta su muerte a los a 58 años, en agosto de 1945. Fue reemplazado por el rabino Suli Eliahu Cohen, nacido en Damasco, y que emigró con su familia en los años 1920, y que ejerció el oficio de rabino hasta su muerte en 1966. Desde 1946, el presidente de la comunidad es Don Alberto Julio Masri, llamado Don Julio, que ocupó este cargo hasta su muerte el 16 de febrero de 1985. En 1947, se compró un terreno en la calle Wenceslao Villafañe para la construcción de una escuela integrada. La primera piedra del edificio se colocó el 12 de octubre de 1954, y la escuela se inauguró cinco años más tarde. Más tarde tomó el nombre de Escuela Rabino Eliahu Suli. En 1961, la comunidad adquirió los terrenos ubicados alrededor de la sinagoga, con el fin de construir un gimnasio para los hombres, inaugurado en 1989, y una sala para las mujeres, que fue inaugurada en 1994.

### Descripción de la sinagoga
La sinagoga está construida en un estilo mudéjar, que recuerda a las antiguas sinagogas de Siria. El conjunto se compone de dos edificios, el primer edificio tiene una fachada que da a la calle, y es donde tienen lugar las actividades de la comunidad, mientras que el segundo edificio está separado del primero, e incluye una sala de oración, y una sala reservada para las mujeres.

## Galería de imágenes

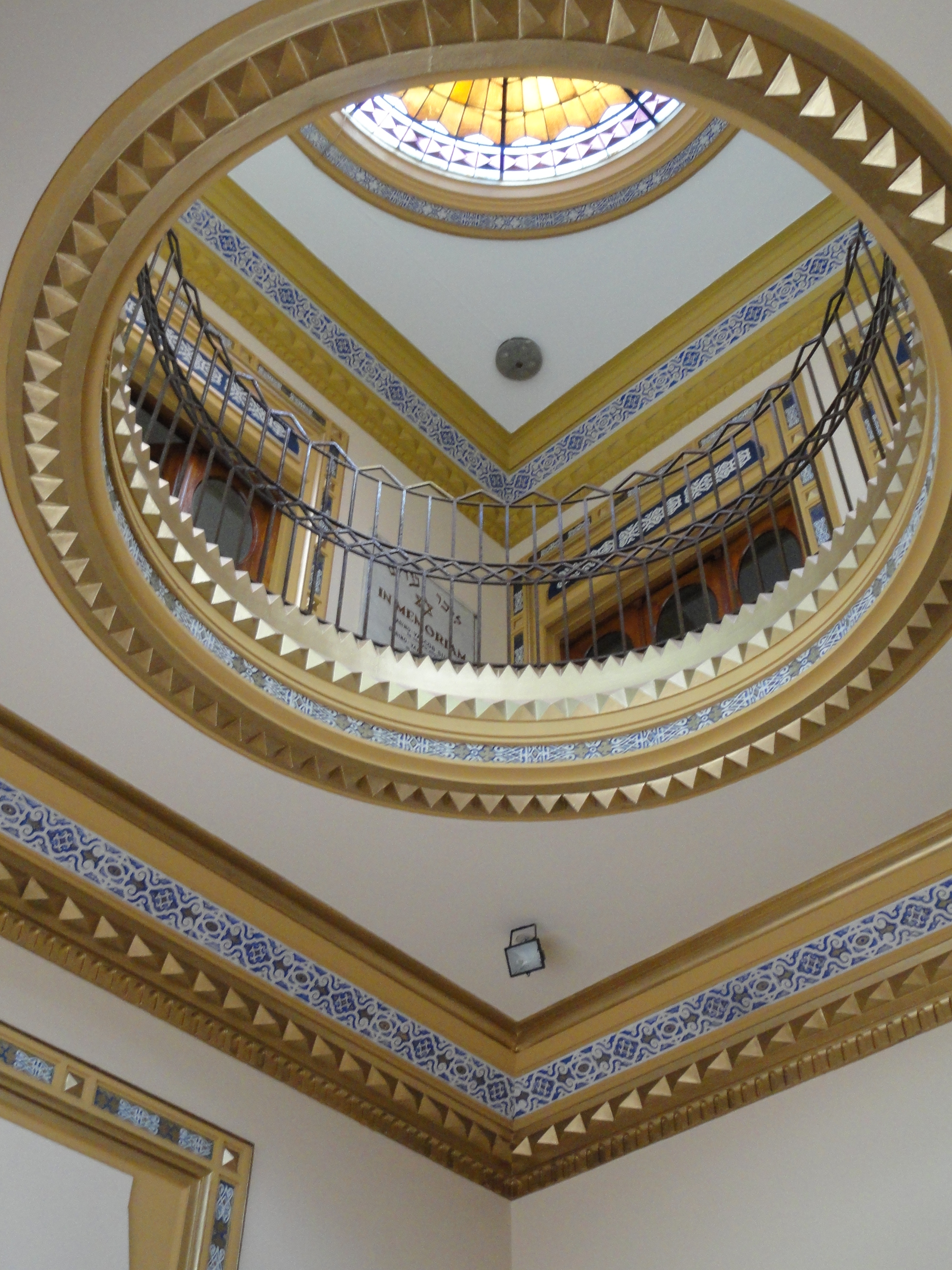
Una abertura entre las dos plantas del edificio.
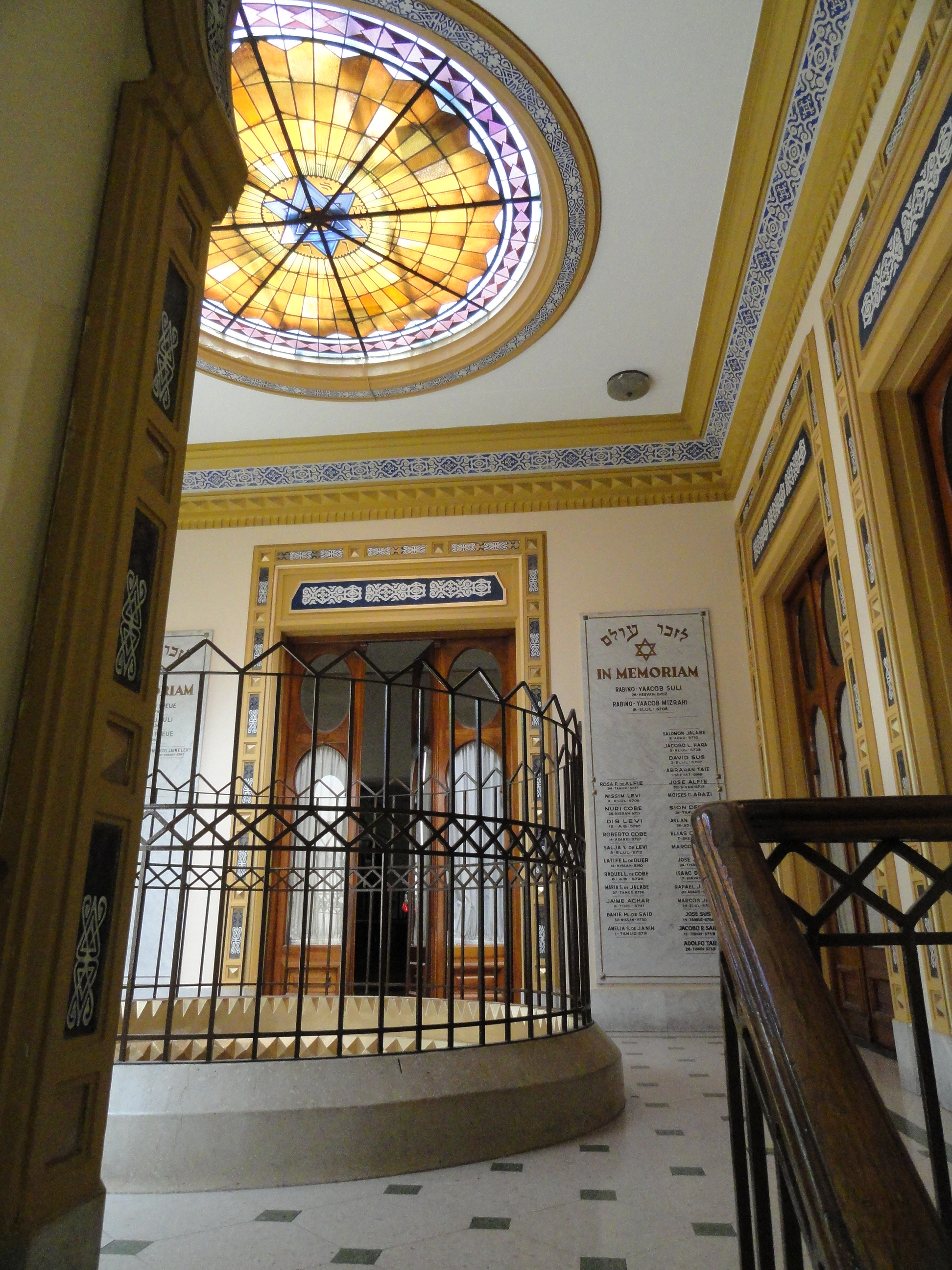
La primera planta del edificio.
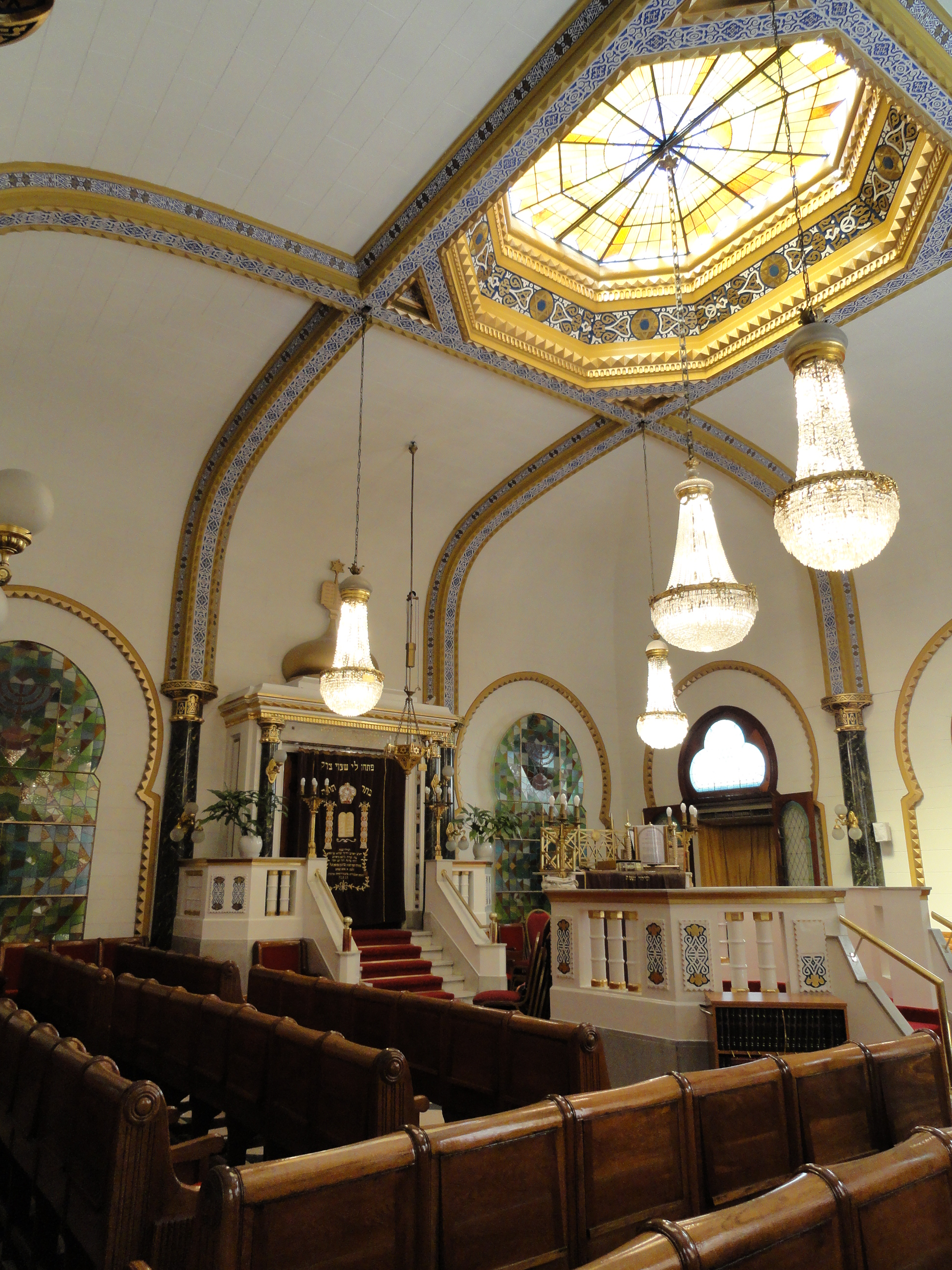
La sala de oración de los hombres.
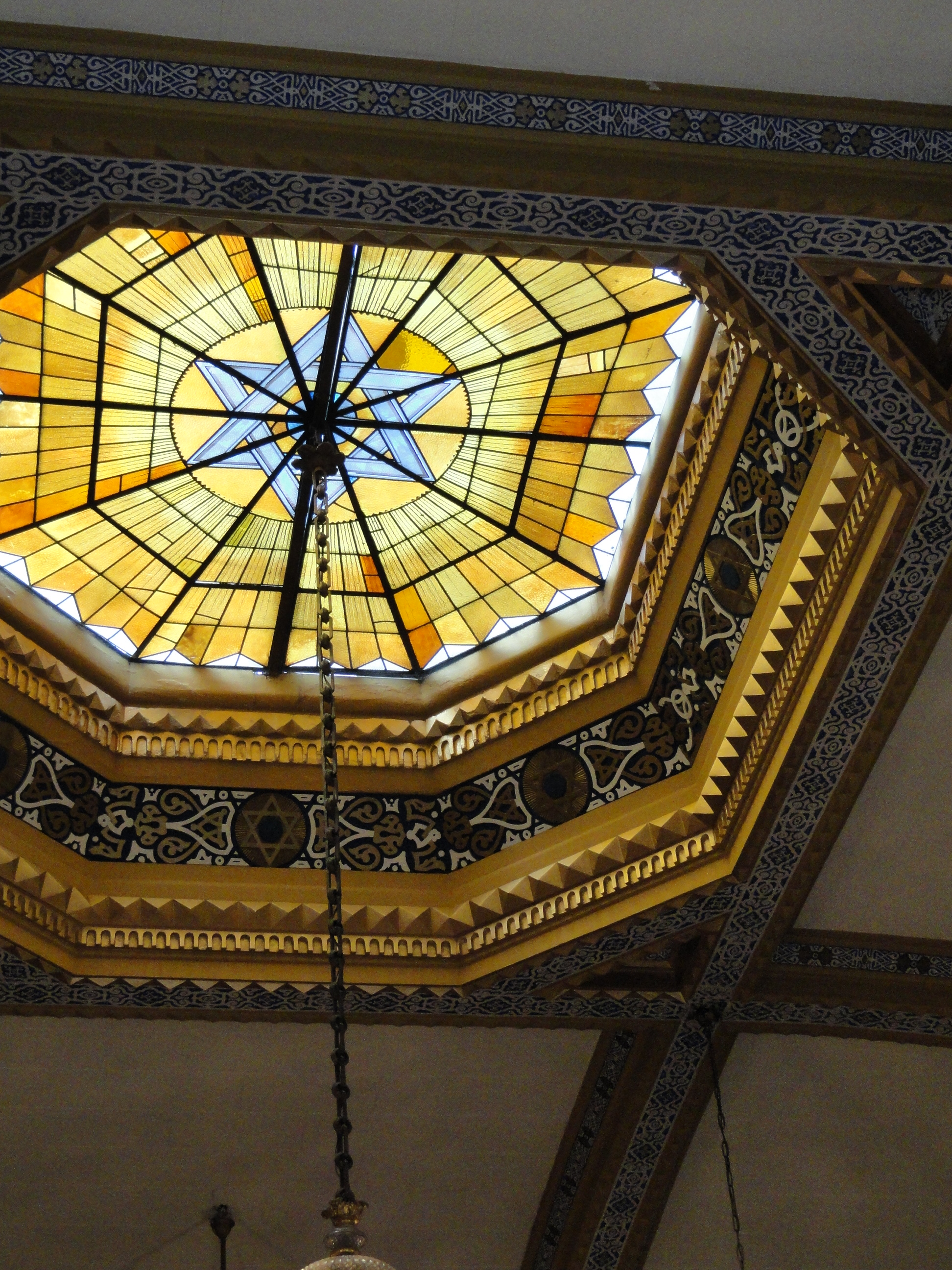
Un cristal en el techo de la sala de rezos.
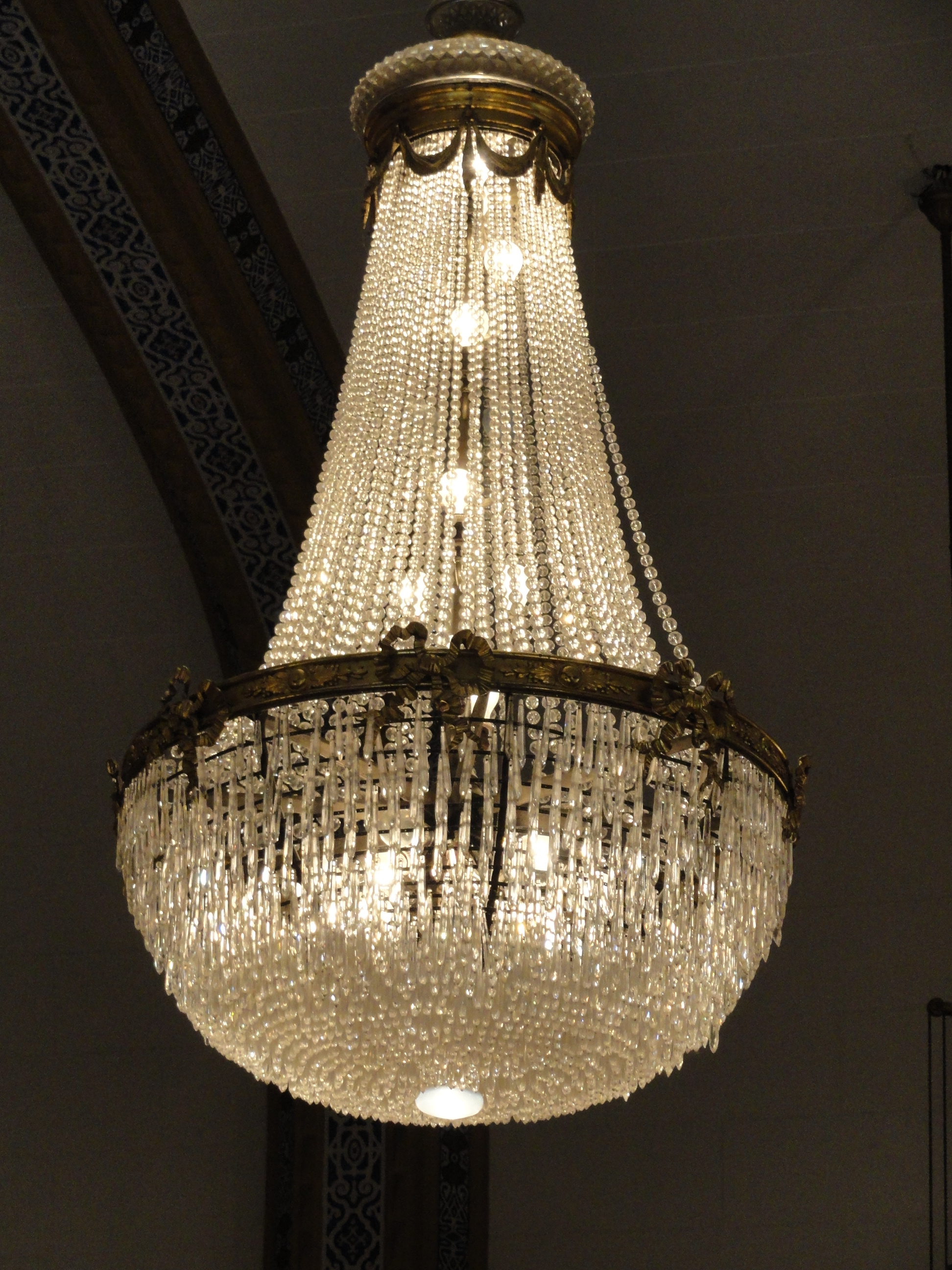
Una lámpara de cristal.
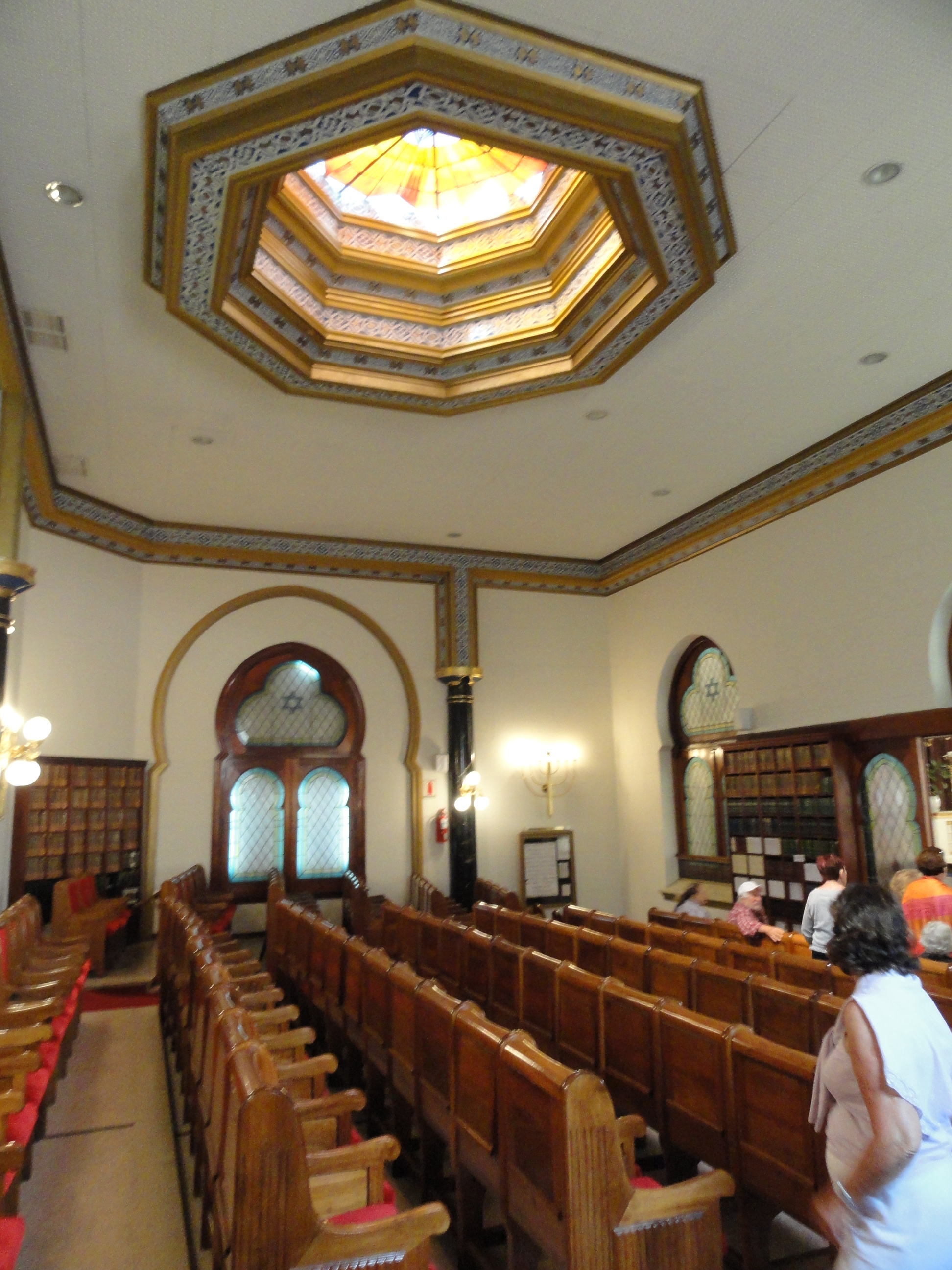
La sala de oración de las mujeres.
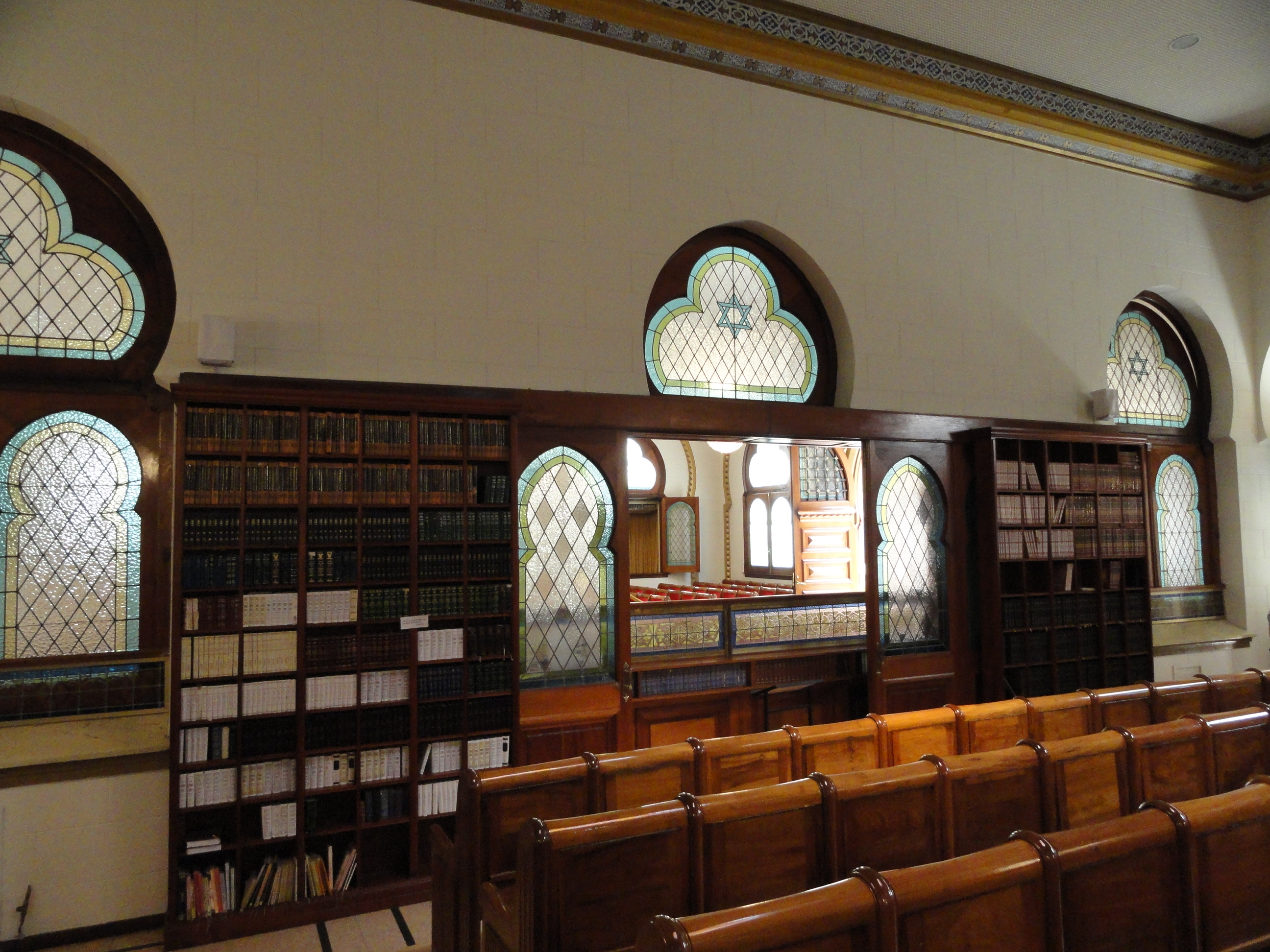
Una abertura en la sala de oración de las mujeres.